# Zug- und Stoßeinrichtung

Schaubild zur Übertragung der auftretenden Kräfte an einem Flachwagen mit Schraubenkupplung

Die Zug- und Stoßeinrichtung (auch Zug- und Stoßvorrichtung oder Zug- und Stoßorgan) ist eine am Rahmen bzw. Wagenkasten eines Schienenfahrzeugs befestigte, federnd arbeitende Baugruppe zur Verbindung der Fahrzeuge untereinander für die Beförderung. Dabei werden Zug- und Stoßkräfte in Längsrichtung übertragen.
Bei der in Europa üblichen Zug- und Stoßeinrichtung werden die Zugkräfte durch Schraubenkupplungen, Druckkräfte durch Seitenpuffer übertragen. Bei Mittelpufferkupplungen sind die Zug- und Stoßeinrichtungen konstruktiv zusammengefasst.
Durch die federnde Ausführung werden Fahrzeuge und Ladung vor Längsbeanspruchungen geschützt, die bei der Zugbildung und Zugbeförderung auftreten. Eine zusätzliche Stoßverzehreinrichtung ist der Langhubstoßdämpfer.

## Zugeinrichtung

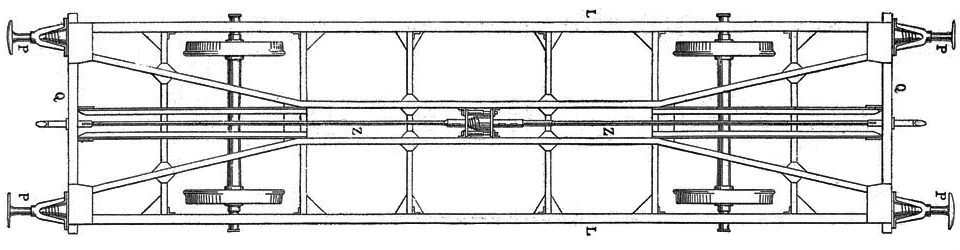
Rahmen eines Eisenbahnwagens mit durchgehender Zugeinrichtung

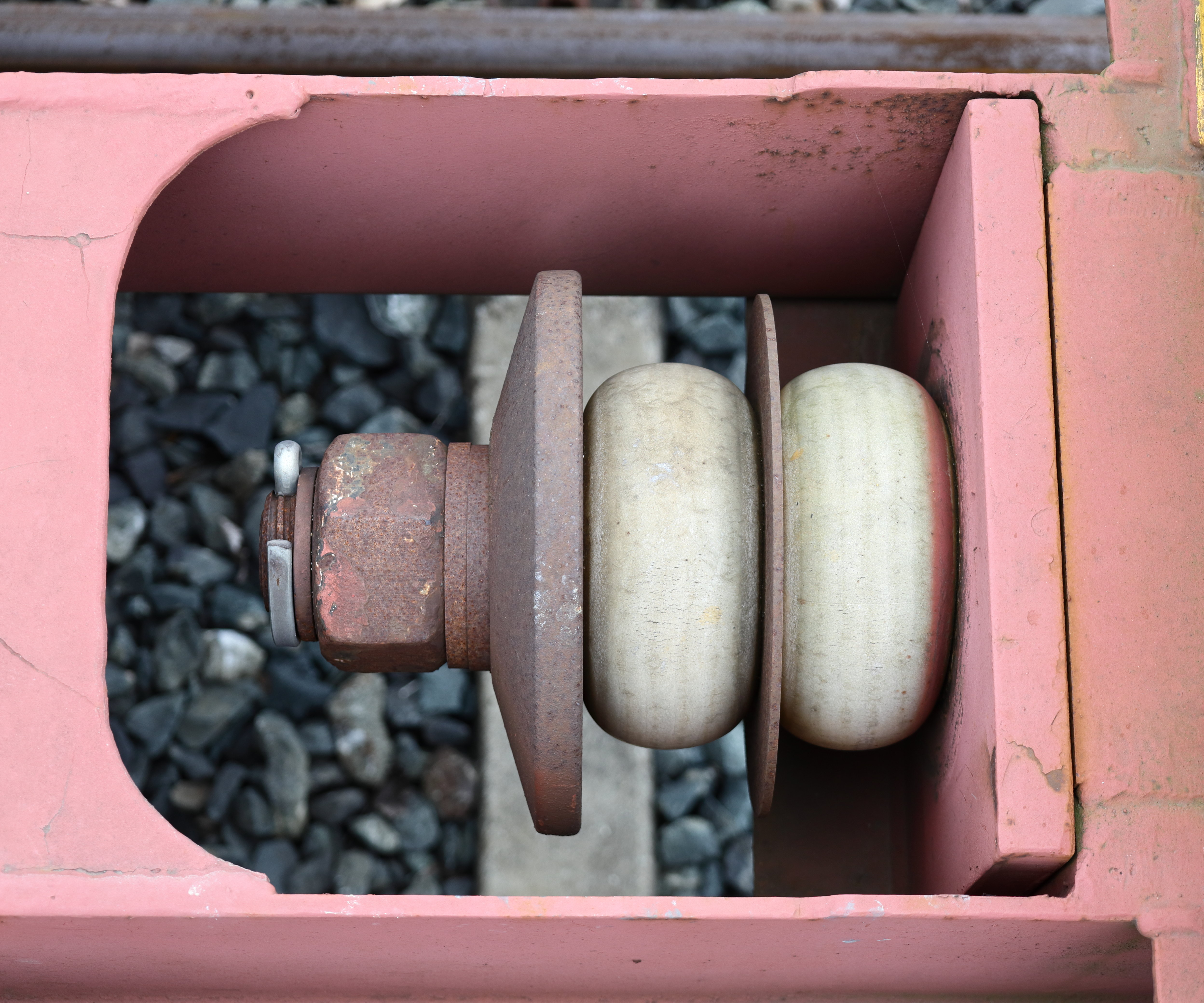
Feder einer (geteilten) Zugeinrichtung

Die Zugeinrichtung (auch Zugvorrichtung genannt) dient zur Übertragung der Zugkräfte vom Triebfahrzeug auf nachfolgende gekuppelte Schienenfahrzeuge. In der Regel wird zwischen der inneren und der äußeren Zugeinrichtung unterschieden. Die innere Zugeinrichtung (auch Zugapparat genannt) besteht der Zugfeder, Zugfederplatten, Führungselementen und dem Zugstangenzwischenstück mit Schalenmuffen. Als Zugfeder werden in der Regel Kegelfedern, Gummischichtfedern, Elastomer-Federn oder Ringfedern verwendet.
Des Weiteren wird zwischen durchgehender und geteilter Zugeinrichtung unterschieden. Bei der durchgehenden Zugeinrichtung sind die Zugeinrichtungen an den beiden Wagenenden mit einer durchgehenden Zugstange verbunden, während bei der geteilten Zugeinrichtung die Zugeinrichtungen paarweise an jedem Fahrzeugende angeordnet sind. Die Zugstange der durchgehenden Zugeinrichtung ist über eine Zugfeder mit dem Rahmen des Schienenfahrzeugs verbunden. Durch diese Anordnung nimmt der Wagen über die Zugfeder nur so viel Zugkraft auf, wie zur Überwindung der auftretenden Widerstandskräfte erforderlich ist. Dadurch wird der Rahmen relativ gering belastet.
Bei der geteilten Zugeinrichtung wird zwischen der unelastischen und elastischen Anordnung unterschieden. Während erstere nur in der Frühzeit der Eisenbahn verwendet wurde, wird letztere bei allen neuen Wagen eingesetzt.